# 詹世钗

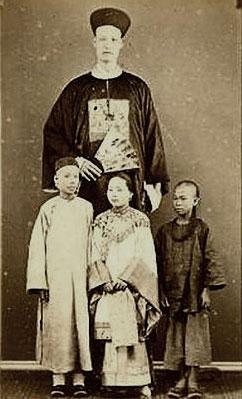
詹世钗（據傳攝於香港，1880年）

詹世钗（英語：Zhan Shi Chai；1841年12月20日—1893年11月5日），字玉轩，乳名五九，有「中國巨人」（Chang the Chinese Giant）之稱，19世紀清朝人，生於道光年間，卒於光緒年間，傳說身高達319cm，其真實身高為244cm。

## 生平

### 澳華博物館版
生於今福建省福州市的茶葉商人，由於徽州府的附郭首縣為歙縣，人們遂誤以為詹世釵也就來自歙縣，又因有蘇州及漢口皆有虹關詹氏開設的墨店，而詹世釵曾在上海的詹氏墨店務工，遂誤指其來自蘇州或漢口。曾為茶葉銷售員、進口商、出口商、街頭藝人，據諸多不同史料記載，其可能生於1841年、1844年、1846年或1847年，卒於1893年11月5日，其身高高逾8英尺0英寸（244），為當時世界上身高最高者。
1865年時，曾於經商期間巧遇對他感興趣的英國人，遂聘請世釵於英國倫敦出道表演，隨後也於歐洲各國、美國和澳大利亞巡迴演出，洋人稱其為「中國巨人」（Chang the Chinese Giant），這同時是他的藝名，世釵於各國受過良好的教育，據稱通曉多達十種西方語言。世釵在美國表演期間時，薪資待遇為每月500美元（約為2022年的9千美元）。
多年來世釵與結縭多年的中國妻子相依為命，不過後來妻子早逝，到了1871年時，世釵在造訪澳大利亞期間於昂悉尼公理會結縭了另一位來自英國英格蘭利物浦的婦女凱瑟琳桑特利（Catherine Santley，生於1847年6月），育有二子埃德溫（Edwin，生於1877年，中國上海）和歐內斯特（Ernest，生於1879年，法國巴黎）。
1878年時，世釵從舞台上退休，爾後在英格蘭的伯恩茅斯開了一間中國茶館兼中國古董店「Oriental Bazaar」，出售中國茶葉、絲綢及青銅器等古董珍玩。1880年12月4日，詹世釵由英國利物浦到達美國紐約。1880年12月23日，俄亥俄州瑪麗恩市的《每日星報》（Marion Daily Star），對詹世釵的到訪有著頗為翔實的報道。在這篇叫《世界第一長人》的報道中，詹世釵從容不迫地接受記者採訪，具頗多誇大其辭之處，並且展示了隨身攜帶的行頭，自抬身價。1893年時，第二任妻子也早逝，4個月後，世釵因此劇痛，晚年卒於當地，年僅約50來歲。

### 新華網版
生於清朝安徽省婺源縣浙源鄉虹關村（今屬江西省）的造墨工匠（據《夜雨秋燈錄》卷四《長人》篇），其生於1841年12月20日，卒於1893年9月5日（據《鴻溪詹氏宗譜》），父為詹真重，字衡鈞，娶了兩位妻子，其中第二位妻子生下含世釵在內的四位子女，而父詹真重、二子詹世鐘及四子詹世钗身高均高8尺（244公分）以上（據《婺源縣志》）。
曾於三兄詹世鈿在上海徽州玉映堂製墨期間巧遇對他感興趣的英國人，遂聘請世釵換上清代官服，以供人照相及觀覽一陣時日。爾後因經商而於英國長期定居，並娶當地英國婦女為妻，育有一子詹澤純（生於1876年9月17日），晚年卒於當地。其子曾於英國駐上海領事館工作，不過並未遺傳到其父親的身高（據《夜雨秋燈錄》卷四《長人》篇）。

## 参見
- 长人列表
- 人類身高
- 巨人症